# Nicola Spaldin

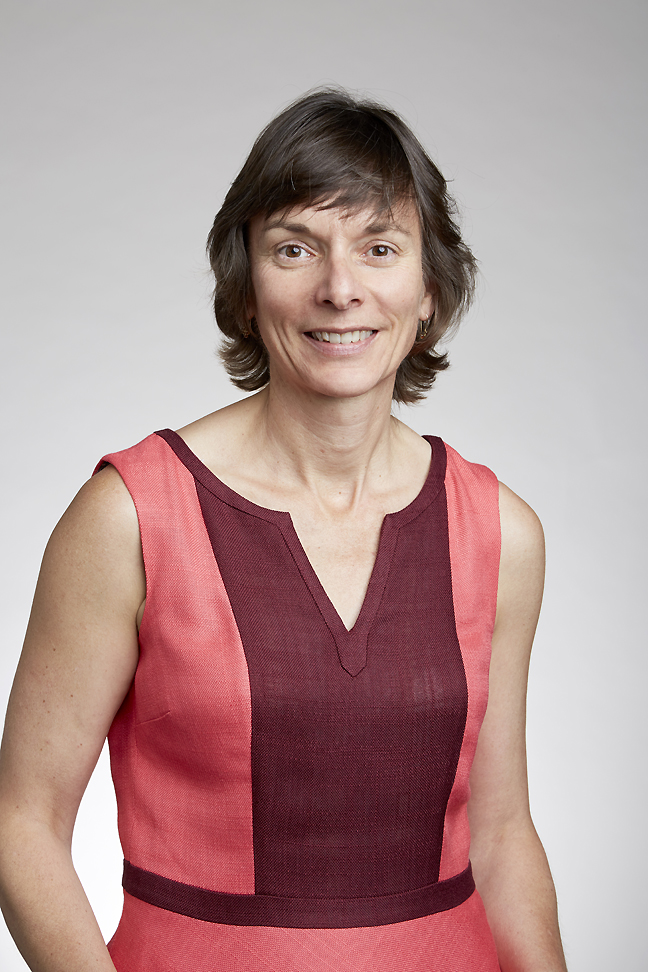
Nicola Spaldin

Nicola Ann Spaldin (* 3. Januar 1969 in Easington, Vereinigtes Königreich) ist eine britische Chemikerin und Materialforscherin an der ETH Zürich. Sie ist vor allem für ihre theoretischen Arbeiten zu Multiferroika bekannt.

## Leben und Wirken
Spaldin erwarb 1991 an der University of Cambridge einen Bachelor in Naturwissenschaften und 1996 bei K. B. Whaley an der University of California, Berkeley mit der Arbeit Calculating the Electronic Properties of Semiconductor Nanostructures: A New Theoretical Approach einen Ph.D. in Chemie. Als Postdoktorandin arbeitete sie bei K. M. Rabe an der Yale University, bevor sie 1997 eine erste Professur (Assistant Professor) an der University of California, Santa Barbara erhielt. 2002 wurde sie Associate Professor, 2006 erhielt sie eine ordentliche Professur.
Seit 2010 ist Spaldin Professorin für Materialtheorie (Materials Theory) an der ETH Zürich.
Spaldin entwickelte mit Hilfe von Computermodellen eine neue Klasse von kristallinen Verbindungen, die Multiferroika. Sie begründete theoretisch, warum es so wenige Multiferroika gibt, und kreierte in Computersimulationen passende Kristalle für die Forschung. Sie bewirkte eine weltweite Wiederbelebung der Multiferroika-Forschung, die nach ersten Untersuchungen in der Sowjetunion Mitte des 20. Jahrhunderts mangels geeigneter Materialien zum Erliegen gekommen war.
Spaldins Arbeiten wurden (laut Google Scholar, Stand April 2025) mehr als 65.000-mal zitiert, ihr h-Index beträgt 101.

## Auszeichnungen (Auswahl)
- 2008 Fellow der American Physical Society[3]
- 2010 James C. McGroddy Prize for New Materials
- 2012 Rössler-Preis der ETH Zürich[4]
- 2013 Fellow der American Association for the Advancement of Science
- 2015 Körber-Preis für die Europäische Wissenschaft[5]
- 2017 UNESCO-L’Oréal-Preis
- 2017 Mitglied der Royal Society
- 2019 Mitglied der National Academy of Engineering
- 2019 Marcel-Benoist-Preis[6]
- 2021 IUPAP Magnetism Award and Néel Medal mit Agnès Barthélémy für sowohl grundlegende als auch angewandte Beiträge zu magnetischen und ferroelektrischen Materialien, speziell Multiferroika (Laudatio).[7]
- 2022 Aufnahme als Mitglied der Sektion Chemie in die Nationale Akademie der Wissenschaften Leopoldina
- 2022 CMD Europhysics Prize
- 2022 Hamburger Preis für Theoretische Physik
- 2022 Mitglied der Berlin-Brandenburgischen Akademie der Wissenschaften
- 2023 Gothenburg Lise Meitner Award[8]
- 2024 Ehrendoktor der Queen’s University Belfast[9]
- 2025 Carus-Medaille der Deutschen Akademie der Naturforscher Leopoldina[10]
- 2025 Mitglied der National Academy of Sciences